# Calau-assobiador
Calau-assobiador, também conhecido como calau-galhofeiro  (Bycanistes fistulator) é uma espécie de calaus da família Bucerotidae.
Pode ser encontrada nos seguintes países: Angola, Benin, Camarões, República Centro-Africana, República do Congo, República Democrática do Congo, Costa do Marfim, Guiné Equatorial, Gabão, Gana, Guiné, Guiné-Bissau, Libéria, Mali, Nigéria, Senegal, Serra Leoa, Sudão, Togo e Uganda.